# 撒儿班 (海都之子)
撒儿班（蒙古语：Sarban），蒙古帝国皇族，蒙古帝国第二代大汗窝阔台之孙海都的第四子。海都在世时，他被派往今阿富汗地区。海都去世后，撒儿班被察合台家族的都哇击败，最终向伊儿汗国投降。他的兄弟姐妹包括察八儿、斡罗思、阳吉察儿、忽秃伦等。

## 生平
1293年前后，伊利汗国与海都势力范围接壤的呼罗珊地区爆发内乱。海都借此机会派撒儿班率领五万大军开赴阿富汗方向。军团由撒儿班统领，成员包括合丹之孙库勒斯佩、合撒儿之曾孙帖木儿、都哇之子忽都鲁火者、阿米尔·纳米莱等五人，其中后两位是察合台汗国派遣的指挥官。《完者都史》记载，撒儿班、明安、库勒斯佩、帖木儿等宗王及奥伦·凯德尔等将领曾攻至伊利汗国的图斯城，却被当时驻守呼罗珊的合儿班答（即后来的完者都汗）击退。1301年，海都因迭怯里古之战中受伤去世，撒儿班的处境骤变。作为海都盟友的察合台家族首领都哇煽动海都诸子内斗，撒儿班遭都哇之子忽都鲁火者部将塔拉凯攻击而败逃。同年，都哇与元朝单独议和，海都诸子陷入东西夹击的困境，于1304年接受和议。1304年9月19日（伊斯兰历704年2月17日），窝阔台汗国派往伊利汗国的议和使团抵达，撒儿班与帖木儿位列其中。然而和议达成后，都哇仍意图将海都诸子逐出中亚。他先以也先·布卡取代忽都鲁火者统领阿富汗方向军队，这一举措公然无视撒儿班的权威。都哇还派塔拉凯（原属忽都鲁火者麾下）与部将达乌德进攻撒儿班，却遭失败。最终也先·布卡亲自渡过阿姆河与撒儿班交战，撒儿班战败后逃离阿富汗。1307年1月12日（伊斯兰历706年7月7日），撒儿班与帖木儿在被察合台汗国击败、失去据点后，向伊儿汗国投降。
当时的伊利汗国君主完者都汗合儿班答曾驻守呼罗珊并与撒儿班交战。据说当完者都汗的军队击败撒儿班并缴获物资的消息传来时，撒儿班感叹：“天下形势已逆转。常言道‘驴马夫（合儿班答）的衣物该送进驼夫的仓库’，如今却是驼夫（撒儿班）的衣物进了驴马夫（完者都汗合儿班答）的仓库。”